# Phế Thục nghi Văn thị
Phế Thục nghi Văn thị (廢淑儀 文氏, 1717 - 1776) là hậu cung của Triều Tiên Anh Tổ. Thân mẫu của Hòa Ninh Ông chúa và Hòa Cát Ông chúa. Luôn luôn đối lập với Trang Hiến Thế tử và cuối cùng bị phế cho mưu hại Triều Tiên Chính Tổ, thường được gọi là Văn nữ (文女).Bà được biết đến với tính tình nham hiểm , có nhiều tham vọng sau cùng bị phế bởi chính thất : Văn Liệt Vương Hậu của Triều Tiên Anh Tổ

## Cuộc đời

### Hậu cung
Ban đầu là cung nữ. Mà theo dã sử là hầu hạ Hiền tần Triệu thị (賢嬪 趙氏), phu nhân của Hiếu Chương Thế tử, Anh Tổ năm thứ 27 (1751) Triệu thị qua đời. Anh Tổ năm thứ 29 (1753), Văn thị được sắc phong hậu cung, Chính tứ phẩm Chiêu viên. Anh Tổ năm thứ 47 (1771) tấn phong Tòng nhị phẩm Thục nghi. Sau thông đồng với  Kim Thượng Tổ (金尚魯), là một trong số những người gây ra cái chết của Trang Hiến Thế tử. Bấy giờ ai ai cũng biết việc này chỉ trừ Anh Tổ, do đó nên bà không bị hành quyết.

### Phế vị
Chính Tổ nguyên niên (1776), Chính Tổ, con trai của Trang Hiến Thế tử quá cố, phế truất Văn thị làm thứ dân và đuổi về tư phủ, em trai Văn Thánh Quốc (文聖國) của Phế Thục nghi, người được cho là có câu kết với bà, bị biếm thành nô lệ, còn mẹ bà thì bị đày ra đảo Jeju. Sau Văn thị thường được gọi là Văn nữ (文女). Ngày 13 tháng 5 âm lịch năm đó, Chính Tổ tố cáo tội lỗi của bà, ngày hôm sau ông đuổi bà ra khỏi kinh thành. Nhưng ngay đó có rất nhiều người đã yêu cầu trừng phạt bà và phế truất Hòa Ninh Ông chúa. Ngày 10 tháng 8 âm lịch cùng năm, quốc tang của Anh Tổ kết thúc, Chính Tổ hạ lệnh xử tử Phế Thục nghi Văn thị.

## Gia quyến
Thân gia Văn thị (文氏)
- Thân phụ: Không rõ
- Thân mẫu: Không rõ 
  - Huynh: Văn Thánh Quốc (文聖國)

Hoàng tộc Toàn Châu Lý thị (全州 李氏)
- Chương phụ: Triều Tiên Túc Tông
- Chương mẫu: Thục tần Thôi thị (崔氏, 1670 - 1718)
  - Phu quân: Triều Tiên Anh Tổ
    - Trưởng nữ: Hòa Ninh Ông chúa (和寧翁主, 1752 - 1821), hạ giá lấy Thanh Thành úy (靑城尉) Thẩm Năng Kiến (沈能建, ? - 1817)
    - Thứ nữ: Hòa Cát Ông chúa (和吉翁主, 1754 - 1772), hạ giá lấy Lăng Thành úy (綾城尉) Cụ Mẫn Hòa (具敏和, ? - 1800)

## Trong văn hóa đại chúng

### Drama
- Được diễn bởi Kim Hye-seon trong The Memoirs of Lady Hyegyeong  MBC 1988-1989

### Phim ảnh
- Được diễn bởi Park Su-dam trong Bi kịch triều đại 2015